# Halltjärnen (Sidensjö socken, Ångermanland)
Halltjärnen är en sjö i Örnsköldsviks kommun i Ångermanland och ingår i Nätraåns huvudavrinningsområde.